# 吃冻肉运动
吃冻肉运动是新加坡政府于1984年后期发起的社会运动，旨在配合关停、搬迁养猪场的同时号召该国国民（主要是新加坡华人）不再吃生鲜猪肉，改吃冻肉。吃冻肉运动收效甚微，国民反响不一。2008年，政府重新开始此运动，并将其纳入“冻肉公共教育项目”。

## 运动背景
新加坡的猪肉业曾是该国重要的经济支柱，平均每年为该国带来3亿新加坡元的收入。至1985年，新加坡国内至少有520家养猪场。在这个国家的族群中，华人是猪肉的主要消费者。然而新加坡国土狭小、资源紧缺，无法支撑养猪场遍地开花，故该国政府于1984年中起陆续关闭、搬迁养猪场，对场主实行更为严格的卫生方针。至1990年，新加坡的养猪场数量降到22家，该国的生鲜猪肉主要从同处东南亚的印尼进口。为了减少对外国产生鲜猪肉的依赖，新国政府决定提倡食用冻猪肉。

## 实行情况
吃冻肉运动自1984年11月正式实行。为了宣传冻肉的健康和廉价，新加坡举办了全国范围的讨论，政府印制了数百万份冻肉烹饪指南发放给公众。时任新加坡副总理吴庆瑞于1984年3月在议会发表了演说。此外，新加坡还举行了吃冻肉主题的海报竞赛和冻肉的巡展。政府还开通了“冻肉热线”让民众表达他们有关冻肉的想法。此热线目前已经废除。

## 社会反应
社会公众对吃冻肉运动褒贬不一。《星期日海峡时报》调查发现，大部分民众并不认为冻猪肉和生鲜猪肉一样好吃，对于生鲜猪肉和冻猪肉之间的价格差异也并不敏感。而一小部分民众对这次运动漠不关心。根据新加坡猪肉商协会的数据，约七成猪肉消费者在运动实行期间喜欢吃生鲜猪肉胜过冻肉。而“冻肉热线”则几乎无人拨打。另一方面，澳大利亚、新西兰甚至美国的猪肉商都支持这项运动，认为其能增加他们的出口销量。
东南亚研究所的科尼尔·星·桑都（Kernial Singh Sandhu）在其著作《成功的管理：现代新加坡的成型》一书中写道：“吃冻肉运动是反应最为冷淡的国家运动之一”，并对该运动的短命表示欣慰。

## 重新开始
2008年2月，吃冻肉运动重新回到公众视野，被政府纳入公共教育课程，定名为“吃好吃少，选择冻肉”，由新加坡农业食品及兽医局牵头。自从吃冻肉运动复活以来，多家商超的冻肉销量攀升。至2013年9月，新加坡全国的冻肉消费量已提高了14,300 t（14,100 long ton）。